# Largie Ramazani
Largie Ramazani, né le 27 février 2001 à Berchem-Sainte-Agathe (Bruxelles) en Belgique, est un footballeur belge qui joue au poste d'attaquant à Leeds United.

## Biographie

### En club

#### Jeunesse et formation
Né en Belgique de parents d’origine burundaise,, Largie Ramazani est notamment formé par Manchester United, qu'il rejoint en 2017 en provenance de Charlton Athletic. Le 21 mars 2018, il signe son premier contrat professionnel avec le club mancunien.

#### UD Almería
Laissé libre par Manchester United, Largie Ramazani rejoint l'UD Almería le 24 août 2020. Il signe un contrat courant jusqu'en juin 2025. 
Il joue son premier match en équipe première le 24 octobre 2020 face au CF Fuenlabrada, en championnat. Il entre en jeu à la place de José Corpas (en) et son équipe l'emporte par trois buts à zéro. En mars 2021, il se fait remarquer lors d'un match avec l'équipe B d'Almería face au Torredonjimeno CF (en) en marquant un but tiré de sa moitié de terrain. Il permet ainsi à son équipe de s'imposer (1-0 score final).

### Leeds United
Le 22 août 2024, Largie Ramazani rejoint l'Angleterre en signant en faveur de Leeds United. Le contrat est d'une durée de quatre ans, soit jusqu'en juin 2028.

### En sélections nationales
Largie Ramazani est sélectionné avec l'équipe de Belgique des moins de 17 ans pour participer au championnat d'Europe des moins de 17 ans en 2018. Lors de cette compétition organisée en Angleterre, il joue trois matchs dont deux comme titulaire. Son équipe est battue en demi-finale par l'Italie (2-1).
Il joue son premier match avec l'équipe de Belgique espoirs le 23 septembre 2022, lors d'un match amical face aux Pays-Bas. Il est titularisé et son équipe s'incline par deux buts à un. Ramazani marque son premier but avec les espoirs dès sa deuxième apparition, contre la France le 26 septembre 2022 (2-2 score final).
Fils d'un père burundais, Largie Ramazani possède la particularité de pouvoir évoluer pour trois équipes nationales différentes, il a en effet la faculté de choisir entre le Burundi, la république démocratique du Congo et les Diables Rouges. Son choix se porte dans un premier temps pour la Belgique, déclarant peu avant la Coupe du monde 2022 : « Depuis mon enfance, je veux jouer pour la Belgique. J'espère que je pourrai encore aller au Qatar avec eux. C'est l'un de mes objectifs. Je pense que je peux y arriver. Je pense que j'ai encore une chance. Je vois que j'ai des qualités. Mais je ne serai pas fâché si je ne suis pas là ».

## Statistiques

### En club
| Saison                | Club                  | Championnat           | Championnat | Championnat | Championnat | Coupe(s) nationale(s) | Coupe(s) nationale(s) | Coupe(s) nationale(s) | Compétition(s) continentale(s) | Compétition(s) continentale(s) | Compétition(s) continentale(s) | Compétition(s) continentale(s) | Autres compétitions | Autres compétitions | Autres compétitions | Autres compétitions | Total | Total | Total |
| Saison                | Club                  | Division              | M.          | B.          | P.d.        | M.                    | B.                    | P.d.                  | Comp.                          | M.                             | B.                             | P.d.                           | Comp.               | M.                  | B.                  | P.d.                | M.    | B.    | P.d.  |
| 2019-2020             | Manchester United     | Premier League        | -           | -           | -           | -                     | -                     | -                     | C3                             | 1                              | 0                              | 0                              | -                   | -                   | -                   | -                   | 1     | 0     | 0     |
| 2020-2021             | UD Almería            | Liga 2                | 23          | 4           | 1           | 4                     | 1                     | 0                     | -                              | -                              | -                              | -                              | PO                  | 2                   | 0                   | 0                   | 29    | 5     | 1     |
| 2021-2022             | UD Almería            | Liga 2                | 30          | 8           | 1           | 3                     | 1                     | 0                     | -                              | -                              | -                              | -                              | -                   | -                   | -                   | -                   | 33    | 9     | 1     |
| 2022-2023             | UD Almería            | Liga                  | 33          | 3           | 2           | 1                     | 0                     | 0                     | -                              | -                              | -                              | -                              | -                   | -                   | -                   | -                   | 34    | 3     | 2     |
| 2023-2024             | UD Almería            | Liga                  | 29          | 3           | 5           | 2                     | 1                     | 0                     | -                              | -                              | -                              | -                              | -                   | -                   | -                   | -                   | 31    | 4     | 5     |
| 2024-2025             | UD Almería            | Liga 2                | 1           | 1           | 0           | -                     | -                     | -                     | -                              | -                              | -                              | -                              | -                   | -                   | -                   | -                   | 1     | 1     | 0     |
| Sous-total            | Sous-total            | Sous-total            | 116         | 19          | 9           | 10                    | 3                     | 0                     | -                              | -                              | -                              | -                              | -                   | 2                   | 0                   | 0                   | 128   | 22    | 9     |
| 2024-2025             | Leeds United          | Championship          | 29          | 6           | 2           | 2                     | 1                     | 0                     | -                              | -                              | -                              | -                              | -                   | -                   | -                   | -                   | 31    | 7     | 2     |
| 2025-2026             | Leeds United          | Premier League        | 0           | 0           | 0           | -                     | -                     | -                     | -                              | -                              | -                              | -                              | -                   | -                   | -                   | -                   | 0     | 0     | 0     |
| Sous-total            | Sous-total            | Sous-total            | 29          | 6           | 2           | 2                     | 1                     | 0                     | -                              | -                              | -                              | -                              | -                   | -                   | -                   | -                   | 31    | 7     | 2     |
| Total sur la carrière | Total sur la carrière | Total sur la carrière | 145         | 25          | 11          | 12                    | 4                     | 0                     | -                              | 1                              | 0                              | 0                              | -                   | 2                   | 0                   | 0                   | 160   | 29    | 11    |

## Palmarès

### En club
|  |  | UD Almería - Championnat d'Espagne de deuxième division (1) : - Champion : 2022 |  | Leeds United - Championnat d'Angleterre de deuxième division (1) : - Champion : 2025 |